# آراثنا
آراثنا (به اسپانیایی: Aracena) یک دهستان در اسپانیا است که در استان اوئلوا واقع شده‌است. آراثنا ۱۸۴ کیلومتر مربع مساحت و ۷٬۸۵۹ نفر جمعیت دارد.